# Auxotrophie

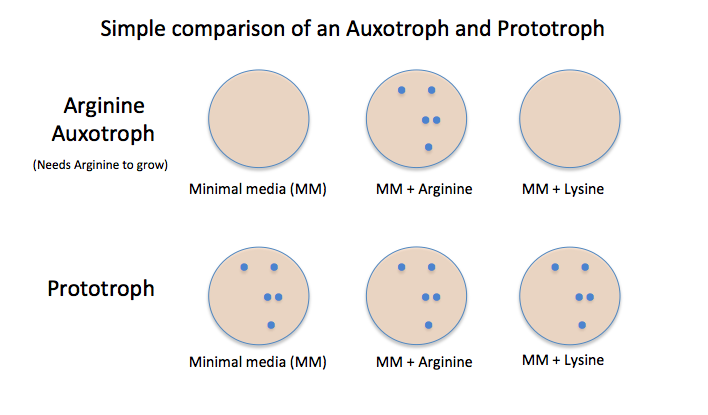
Auxotrophie

L'auxotrophie est l'incapacité d'un organisme vivant de synthétiser un composé organique nécessaire à son développement (ex. : vitamine B12 chez les humains). Un auxotrophe est un organisme qui est caractérisé par ce défaut. Pour l'inverse, on parle de prototrophie.
En génétique, une souche est dite auxotrophe lorsqu'elle présente une mutation qui rend impossible la synthèse d'un métabolite essentiel. Par exemple une levure mutante, portant une mutation bloquant la synthèse d'uracile est auxotrophe à l'uracile. Ce genre de souche ne pourra se développer dans un milieu que si de l'uracile peut y être prélevé. À l'opposé, un prototrophe uracile pourra se développer en milieu dépourvu d'uracile. Les marqueurs génétiques auxotrophiques sont souvent utilisés en génétique moléculaire. 
Des chercheurs ont utilisé des souches de E. coli auxotrophes pour des acides aminés spécifiques, pour introduire des acides aminés analogues et non neutres dans des protéines. Par exemple, des cellules auxotrophes pour la phénylalanine peuvent se développer dans un milieu comportant un analogue tel que la para-azido phénylalanine
Bon nombre d'êtres vivants (Hommes inclus), sont auxotrophiques pour un grand nombre de composants nécessaires à leur développement et doivent les apporter par l'alimentation. Exemples : les acides aminés essentiels, les vitamines et les acides gras essentiels.
Le Test d'Ames utilise les propriétés auxotrophes à l'histidine de certaines bactéries (Salmonella typhimurium) pour déterminer le potentiel mutagène d'un composé chimique.

## Coopération bactérienne
Les organismes auxotrophes, dont les bactéries, doivent obtenir leur source manquante de leur environnement. Pour cela, une majorité de ces bactéries prennent ces nutriments des excédents venant de l’organisme voisin qui signifie une coexistence vitale pour au moins un des deux organismes. 
Les interactions peuvent être bidirectionnelles ou unidirectionnelles, et elles peuvent représenter une interaction de mutualisme ou commensalisme. Dans une interaction bidirectionnelle, deux bactéries auxotrophes échangent des nutriments essentiels qu'elles ne peuvent pas produire elles-mêmes, permettant à chacune de survivre dans un environnement dépourvu de ces nutriments. Cette coopération mutuelle est vitale pour leur croissance et leur survie. 
En revanche, une interaction unidirectionnelle se produit lorsqu'une bactérie auxotrophe reçoit un nutriment d'une bactérie voisine sans fournir quelque chose en retour. Cela se produit souvent dans des environnements où certains nutriments sont produits en excès. 
Les organismes auxotrophes tout comme ces coopérations sont omniprésentes dans la nature. 